# Горбатов, Борис Леонтьевич
Бори́с Лео́нтьевич Горба́тов (2 (15) июля 1908 — 20 января 1954) — русский советский писатель и сценарист, журналист, военный корреспондент.  Лауреат двух Сталинских премий второй степени (1946, 1952).

## Биография

### Происхождение
Родился 2 (15) июля 1908 года на Петромарьевском руднике (ныне Первомайск Луганской области Украины), в еврейской семье служащего.  В семье было трое детей: Борис — старший, средний — Владимир, младший — Михаил. В 1917 году семья переехала в Бахмут, где Борис учился в семилетней школе. В детстве поступил учеником строгальщика на Краматорский завод в Донбассе, затем стал рабкором.
Дебютировал в 1922 году рассказом «Сытые и голодные», который был напечатан в губернской газете «Всесоюзная кочегарка», после чего был приглашён в эту газету журналистом. Один из создателей Объединения пролетарских писателей Донбасса «Забой». Как его представитель вошёл в руководство ВАПП и в 1926 году переехал в Москву. В 1928 году вышла в свет его повесть о комсомольцах Донбасса «Ячейка», которая вызвала активное обсуждение в молодёжной среде и выдержала более 10 изданий.
В 1930-х был корреспондентом газеты «Правда» в Арктике.
Участник арктического перелета на самолёте «СССР Н-2» В.С. Молокова в августе 1936 года.  Результатом экспедиции стала книга «Обыкновенная Арктика» (1940). В. Молоков написал вступление к книге Бориса Горбатова «Обыкновенная Арктика»: «Горбатов ни разу не проявил слабости духа, не поддался панике. Он достойно вел себя в трудные и опасные минуты перелета, был непременным участником всех «авралов». Веселым, мужественным, доброжелательным он мне запомнился на всю жизнь».
В сентябре-октябре 1939 года Борис Горбатов участвовал в Польском походе Красной армии.

### Великая Отечественная война
Во время Великой Отечественной войны служил военным корреспондентом, батальонный комиссар, подполковник. Писатель редакции газеты "Во славу Родины" Южного фронта. «Письма к товарищу» (1941—1944), по оценке К. М. Симонова, «вершина публицистики военных лет». Кавалер ордена "Красная Звезда" (21.02.1942).
Присутствовал при подписании акта о безоговорочной капитуляции гитлеровской Германии.

### После войны
Секретарь СП СССР. Депутат ВС РСФСР с 1946 года. Член ВКП(б) с 1930 года.
Входил в художественный совет Министерства кинематографии.
Умер от инсульта 20 января 1954 года. Похоронен на Новодевичьем кладбище (участок № 2).
В 1964 году в издательстве «Советский писатель» вышел сборник воспоминаний, посвящённых Борису Горбатову, где о писателе рассказывают К. М. Симонов, Л. Луков, Д. Кабалевский, Г. Серебрякова, Ю. Либединский, В. Молоков, Б. Галин.

## Семья
Отец  — Леонтий Абрамович Горбатов, мать — Елена Борисовна Горбатова, урожд. Левит.
1-й брак (с 1928) — Александра Петровна Ефремова. Приемная дочь — Наталья.
Во втором и третьем браке женат на актрисах: Т. К. Окуневской и Н. Н. Архиповой.
Дети от третьего брака с Ниной Николаевной Архиповой:
- Елена Борисовна Ермакова (Горбатова) (род. 1953), преподаватель английского языка
- Михаил Борисович Горбатов (1953—2017), врач-кардиореаниматолог.

Братья: Владимир, возглавлял в 1930-е годы комсомольскую организацию Луганска. Репрессирован в 1937 году; Михаил погиб в ополчении в 1941 году.

## Творчество
Автор романов: «Алексей Гайдаш» (неокончен), «Наш город» (1930), «Ячейка» (1928); повестей: «Алексей Куликов, боец…» (1942), «Моё поколение» (1933), «Непокорённые» (1943); пьес: «Закон зимовки», «Одна ночь», «Юность отцов». Задуманный Горбатовым многотомный роман «Донбасс» (1-й том, 1951), в котором он возвращается к теме 1930-х годов и стахановского движения, остался незаконченным.
Автор текста документального фильма о суде в Нюрнберге «Суд народов» (1946 год; автор и руководитель съемок Роман Кармен, режиссёр Елизавета Свилова).

## Фильмография
- Это было в Донбассе (1945, соавторы С. П. Антонов, М. Ю. Блейман)
- Непокорённые (1945, соавтор М. С. Донской)
- Донецкие шахтёры (1950, соавтор В. А. Алексеев)
- Суд народов (1947)
- Моё поколение (1974, соавтор Борис Ткаченко)
- Обыкновенная Арктика (1976, соавтор А. К. Симонов, по рассказам Бориса Горбатова «Суд над Степаном Грохотом», «Роды на огуречной земле», «Торговец Лабас», «Большая вода»)
- Счастье Никифора Бубнова (1983, соавтор Е. Ф. Оноприенко, по неоконченной повести «Прощание»)
- Закон зимовки (1984, по одноимённой пьесе)

## Интересный факт
Галина Серебрякова в своих воспоминаниях «Странствия по минувшим годам» приводит такой интересный случай: 

Вежливо он [следователь] предложил мне сесть и начал допрос. Потом, сощурив глаза, внезапно сказал:
— Что вы знаете о Борисе Горбатове? Какие у него с вами контрреволюционные дела?
Ошеломлённая, я ответила, что ничего о нём не слыхала многие годы, но не сомневаюсь, что Горбатов как был, так и остался преданным партии и советской власти человеком, безупречной честности и чистой души. В тот момент я забыла, что моя похвала могла быть тоже опасной. Что я из касты неприкасаемых.
«Зачем, однако, меня спрашивают о нём? Неужели он арестован?» — мысленно мучалась я.
Всё постепенно разъяснилось во время допроса. Борис Горбатов был на Пленуме казахского Союза писателей. Зная, что я в то время находилась после отбытия срока в лагерях, на высылке в Семипалатинске, он решил мне помочь. Осталось неизвестным, с кем именно отправил он записку, в которой предлагал мне деньги, спрашивал, как я живу, в чём я нуждаюсь. Записку эту я не получила и ничего о ней не знала. Она была передана в карательные органы, и Горбатова заподозрили в связи с «прокажёнными». Я резко и твёрдо отбила обвинение, которое ему готовилось. А вернувшись в камеру, долго не могла преодолеть волнение и тревогу. Опасения мои, к счастью, оказались неосновательными. Горбатов избежал каких-либо неприятностей. Когда я в 1956 году очутилась в Москве и была реабилитирована, когда началась моя вторая жизнь, Бориса не было уже в живых. Так и не пришлось рассказать ему, как много сил влил он в мою душу своим неосмотрительным, смелым и добрым поступком. Он укрепил мою веру в людей, а значит — в справедливость и счастливое будущее.

## Награды
- Сталинская премия второй степени (1946) — за повесть «Непокорённые» (1943)
- Сталинская премия второй степени (1952) — за сценарий фильма «Донецкие шахтёры» (1950)
- премия Ленинского комсомола (1978 — посмертно) — за книги о трудовых свершениях комсомольцев и молодёжи первых пятилеток, ставшие боевым оружием Ленинского комсомола в коммунистическом воспитании подрастающего поколения
- орден Отечественной войны I степени (23.09.1945)
- орден Красной Звезды (21.02.1942)
- орден «Знак Почёта» (19.9.1936) — за участие в арктическом перелёте В. С. Молокова
- медаль «За оборону Одессы»
- медаль «За оборону Кавказа»
- медаль «За освобождение Варшавы»
- медаль «За взятие Берлина»

## Память
В честь 110-летия со дня рождения в июле 2018 года «Почта Донбасса» (Донецкая Народная Республика) выпустила марку «Борис Леонтьевич Горбатов 1908—1954» и конверт первого дня.
В Донецке на доме № 70 по улице Байдукова установлена памятная доска Б.Л.Гобатову.
В 1987 году в Первомайске был открыт памятник Борису Горбатову (скульптор Г.К. Слепцов, архитектор В.М. Житомирский).
В Москве, на доме, где в 1947—1954 гг. жил Борис Горбатов (Беговая улица, 13), — мемориальная доска.  Потомки Бориса Горбатова и сейчас живут в этом доме.

## Научные исследования творчества Б. Л. Горбатова
Исследованием творчества Б. Л. Горбатова занимался российский литературовед Д. Н. Медриш.